# Charles Edward Horsley
Pour les articles homonymes, voir Horsley.
Charles Edward Horsley, né à Londres le 16 décembre 1822 et mort à New York le 28 février 1876, est un compositeur et organiste anglais, fils de William Horsley.

## Biographie
Il étudie en Allemagne auprès de Hauptmann et Mendelssohn et à son retour en Angleterre compose plusieurs oratorios et autres pièces dont aucune ne connaît de succès durable. En 1860 il est désigné pour arranger la musique destinée à l'exposition universelle de 1862. L'année suivante il émigre en Australie où il travaille comme chef de chœur et d'orchestre et en 1872 se rend aux États-Unis. Trois semaines après son arrivée, il est nommé organiste de la chapelle Saint John à New York pour un salaire de 500£ par an, poste qu'il occupe jusqu'à son dernier jour. Sa femme Georgina, pour se conformer à ses derniers vœux, ramène sa dépouille en Angleterre où il repose près des siens au cimetière de Kensal Green de Londres.
Parmi ses compositions figure un quatuor à cordes en do majeur dont le manuscrit est daté de mars 1861, peu après son arrivée en Australie. Ce quatuor est probablement la première composition pour cette forme musicale écrite sur le sol australien. Aux États-Unis, il écrit des chansons sentimentales et patriotiques qui paraissent jusqu'à la dernière année de sa vie.